# Manuel Mujica Láinez
Manuel Mujica Láinez (Buenos Aires, 11 de setembro de 1910 — Cruz Chica, Córdova, 21 de abril de 1984) foi um escritor de ficção, jornalista e crítico de arte argentino.

## Biografia
Manuel Mujica Láinez nasceu na capital argentina, em uma família aristocrática, descendente de Juan de Garay, fundador da cidade, bem como de notáveis homens letrados do século XIX, tais como Florencio Varela e Miguel Cané. Como era tradição da época, sua família passou longos períodos em Paris e Londres, para que Manuel, chamado de Manucho, pudesse falar fluentemente francês e inglês. Em 1928, depois de completar sua educação secundária no Colégio Nacional de San Isidro, ingressou na Faculdade de Direito, mas a abandonou dois anos depois.
Mujica Láinez foi então trabalhar para o grande jornal argentino La Nación, como crítico literário e artístico. Em 1936, ele se casou com Ana de Alvear, uma descendente de Carlos María de Alvear, e tiveram dois filhos. Naquele mesmo ano publicou seu primeiro livro, Glosas Castellanas.
Mujica Láinez foi um preeminente narrador da história de Buenos Aires, de seus tempos coloniais ao presente. Escreveu, em linguagem erudita e irônica, a respeito da sociedade portenha, especialmente a alta sociedade; de seus triunfos passados e de sua decadência atual; de sua linguagem e de suas mentiras; de suas vaidades sexuais e de seus sonhos de amor.